# Renault SOFASA
Renault SOFASA, zumeist nur mit dem Akronym SOFASA für Sociedad de Fabricación de Automotores S.A. erwähnt, ist ein im Jahre 1969 gegründetes Joint-Venture im Automobilbau der französischen Renault-Gruppe mit der kolumbianischen Regierung sowie der Grupo Bavaria. Der Automobil- und Nutzfahrzeughersteller hat seinen Unternehmenssitz in Envigado bei Medellín.

## Überblick
Mit mehr als 1 Million produzierten Fahrzeugen seit Bestehen ist Renault SOFASA ein wichtiger Faktor in der kleinen Automobilwirtschaft Kolumbiens. Im Jahr 2014 verkaufte das Unternehmen über 50.000 Fahrzeuge bei einem Marktanteil von 16,6 Prozent. Etwa 40 % der Produktion in Envigado, etwa 20.000 Einheiten, werden in 11 Länder Mittel- und Südamerikas exportiert. Das Hauptkontingent geht nach Mexiko mit 60 % der exportierten Fahrzeuge.
Neben Fahrzeugen der Marke Renault werden von der Renault SOFASA auch Fahrzeuge der japanischen Marken Daihatsu und Toyota für die südamerikanischen Märkte montiert. Das Unternehmen betreibt zudem ein weiteres Werk am Standort Duitama. Des Weiteren existiert in Valencia, Venezuela, seit 1995 eine Tochtergesellschaft unter dem Namen Sociedad de Fabricación y Venta de Automóviles S.A. Seit 2007 existiert zudem ein weiteres Joint-Venture unter dem Namen Hino de Colombia S.A. zur Herstellung und Vertrieb von Fahrzeugen der Hino-Marke.

## Geschichte
Mit der Produktion des Renault 4L nahm das Werk 1970 die Tätigkeit auf. Ziel der Regierung war es, mit Hilfe des neuen Betriebes die Infrastruktur für die Automobilindustrie im Land zu erweitern. Renault SOFASA war damals nach der Chrysler Colmotores S.A. der zweite Automobilhersteller in Kolumbien. In den folgenden Jahren ließ Renault hier auch die Pkw-Modelle Renault 6 und Renault 12 herstellen. In den 1980er Jahren hatte man die letzten beiden Modelle durch den Renault 18 und Renault 9 ersetzt.
Am Ende des Jahrzehnts erwarb Renault auch vollständig die Aktien der Grupo Bavaria und übernahm somit die Mehrheit am Unternehmen. Das Werk ist seit 2003 zu 60 Prozent im Besitz Renaults. Weitere Beteiligungen haben Toyota mit 28 Prozent und Mitsui mit einem Anteil von 12 Prozent.
Später kamen dann Montageaufträge für den Toyota Land Cruiser sowie für den Toyota Hilux, um diese für den lokalen Markt zu montieren. Kurze Zeit später modernisierte auch Renault sein lokales Modellprogramm, indem der bislang importierte Renault 21 unter dem Namen Renault Etoile in die Produktion kam. Ein Jahr später folgte der Renault 19 mit einer großen Auswahl an Ausstattungsvarianten.
Aber auch der Renault Clio konnte sich auf dem kolumbianischen Markt durchsetzen und war eines der erfolgreichsten Fahrzeuge der französischen Marke. Unterdessen ist der R19 von Renault SOFASA in Renault Energy umbenannt worden. Mit dem Renault Mégane Unique sowie dem auf dem Clio basierenden Renault Symbol konnte diese Erfolgsgeschichte erneut gesteigert werden.
Die aktuelle Modellpalette hingegen wird durch den Renault Logan, dem Renault Mégane Odeon, dem Renault Sandero, dem Renault Stepway, dem Renault Symbol Avancée und seit 2012 dem Renault Duster gestellt.

## Modellübersicht

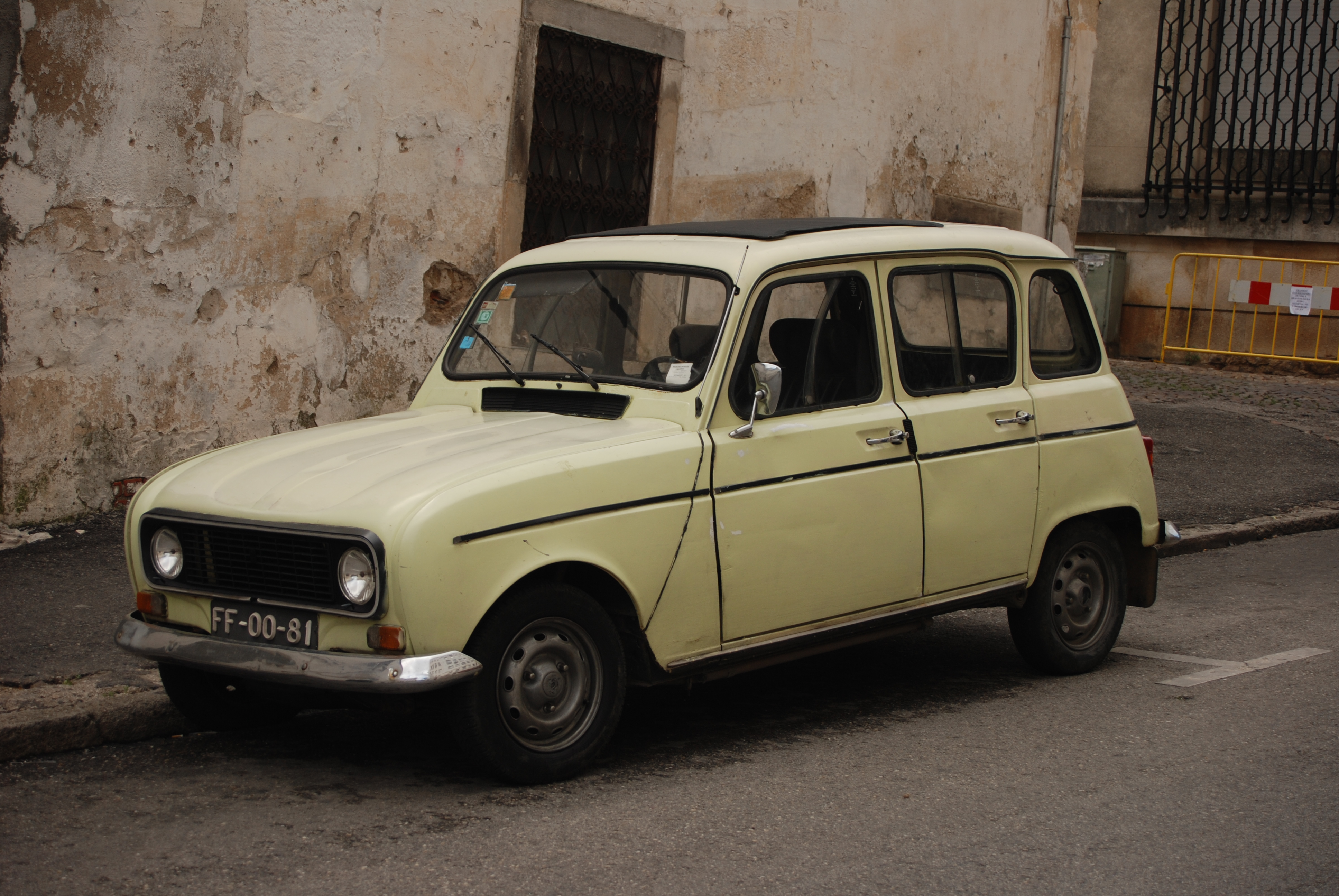
Renault 4L 1970 bis 1992
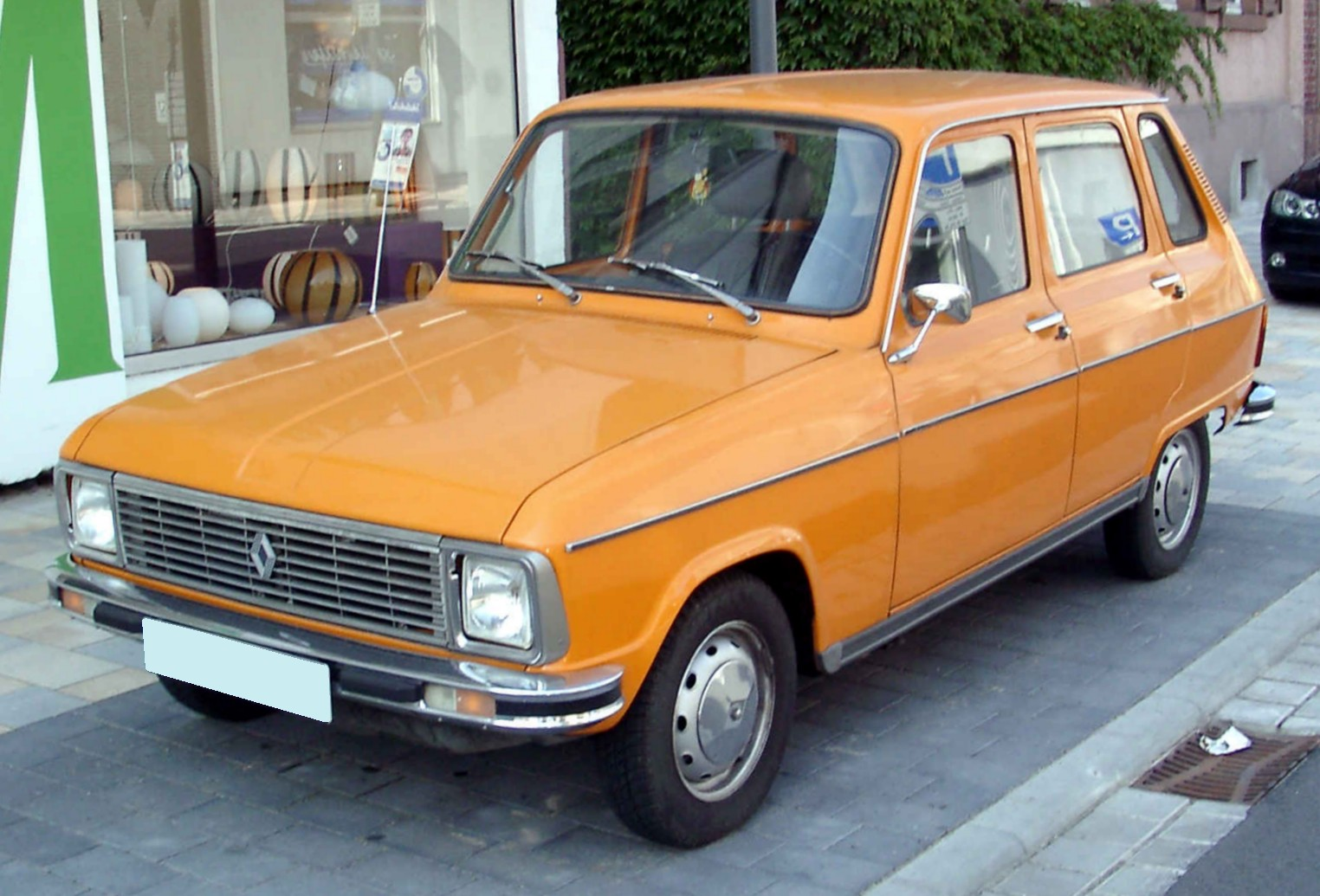
Renault 6 1971 bis 1984
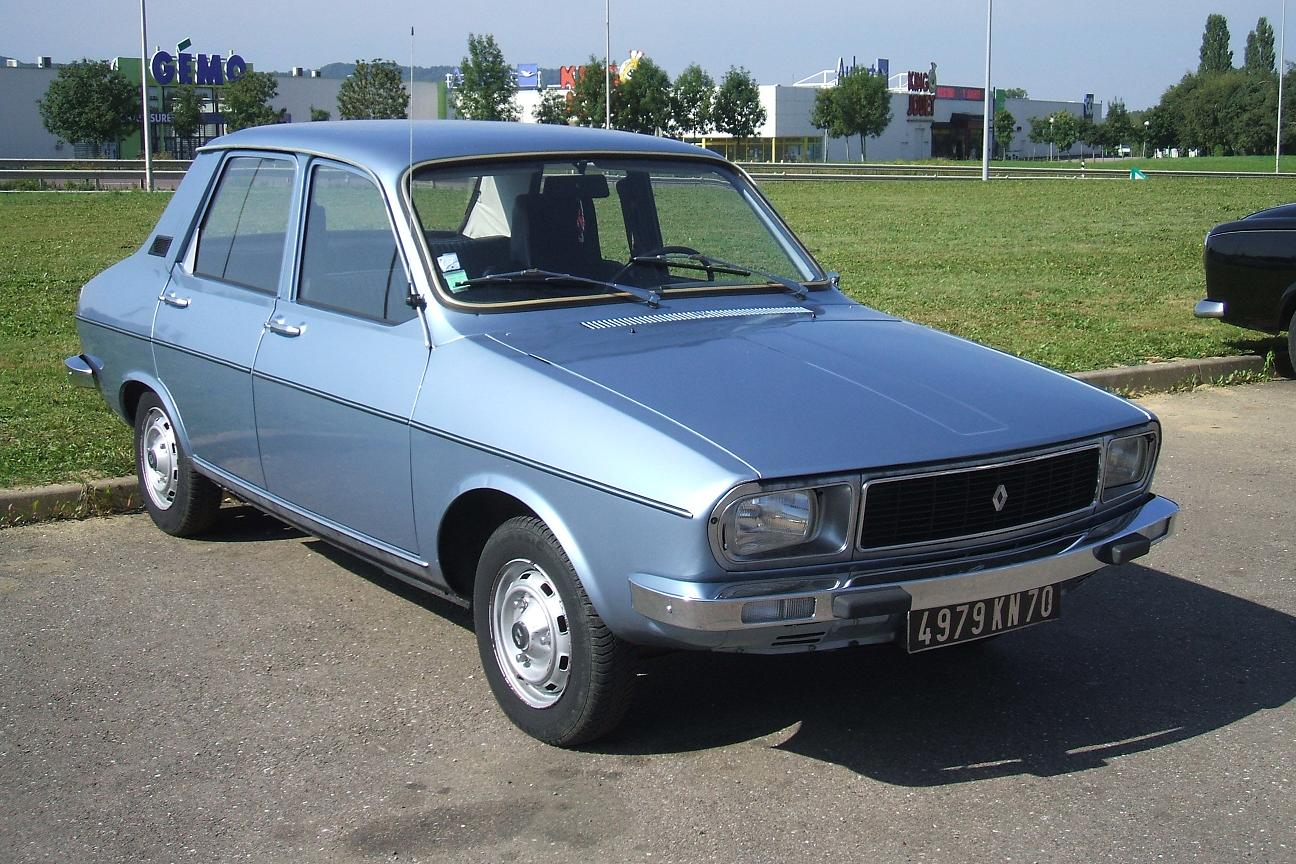
Renault 12 1973 bis 1981
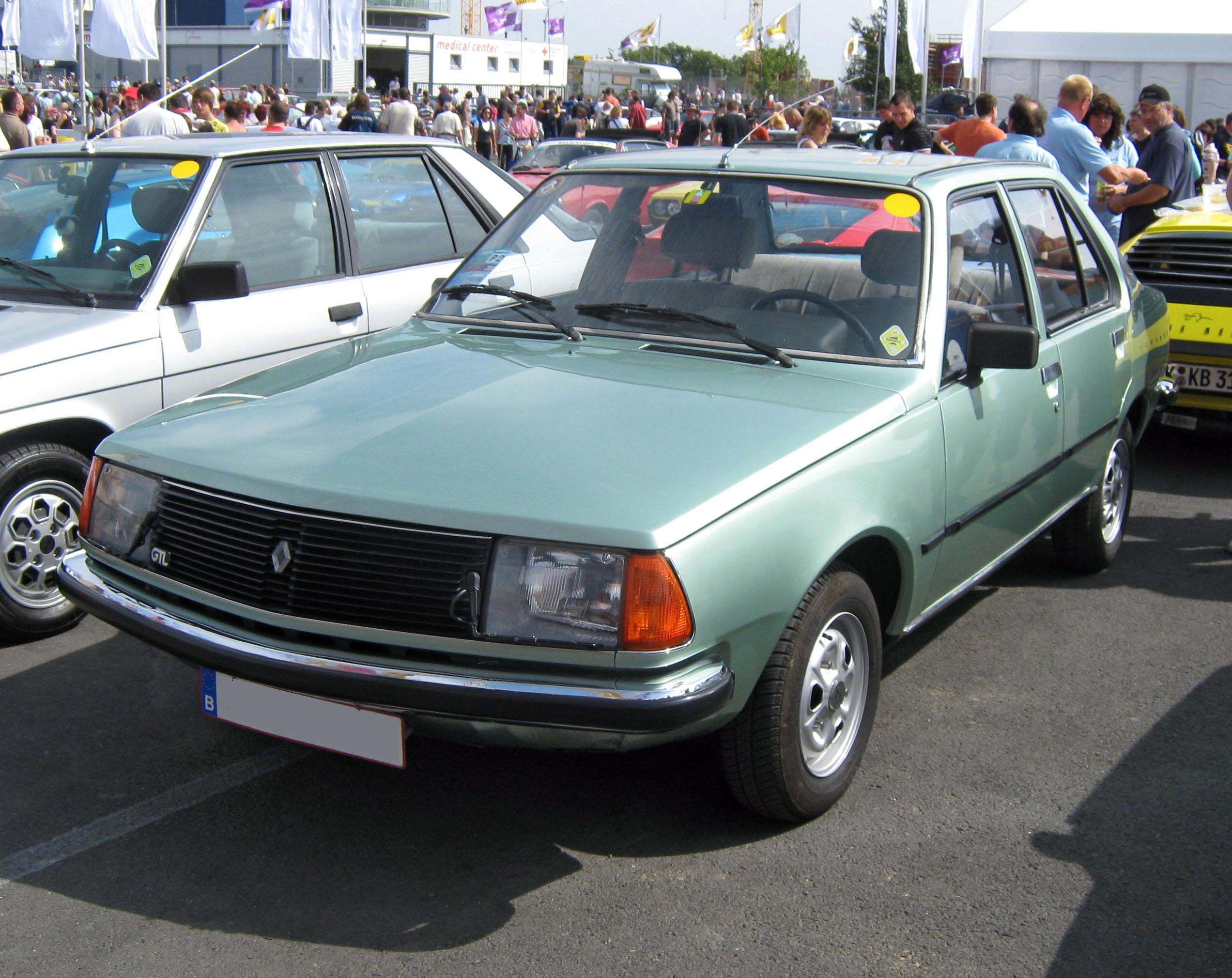
Renault 18 1981 bis 1987
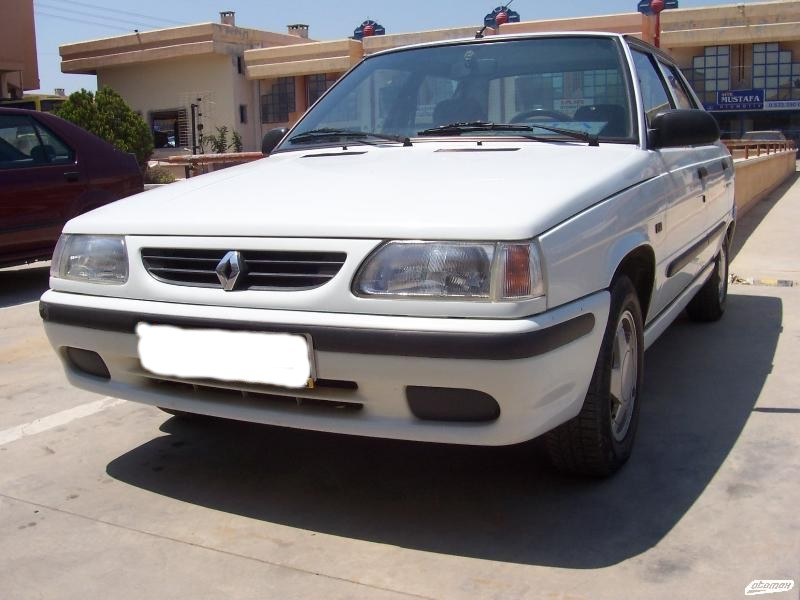
Renault 9 1983 bis 1999
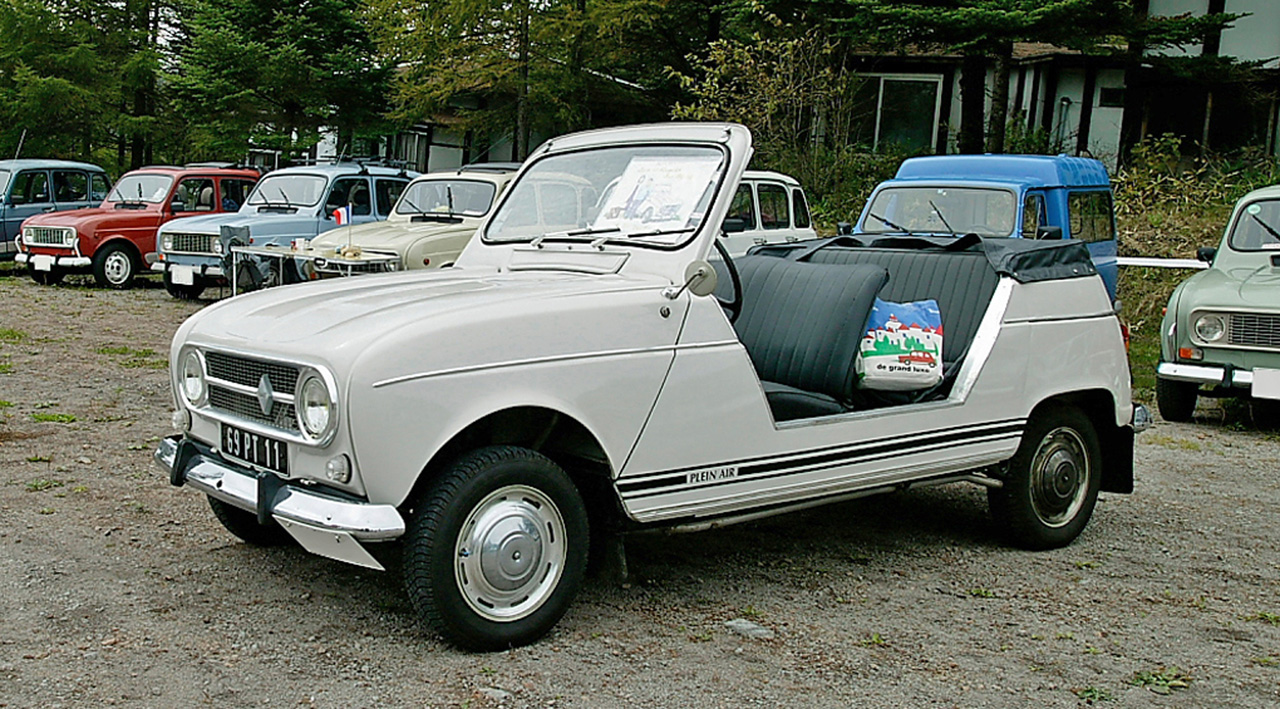
Renault Brisa Renault Jogging 1989 bis 1992
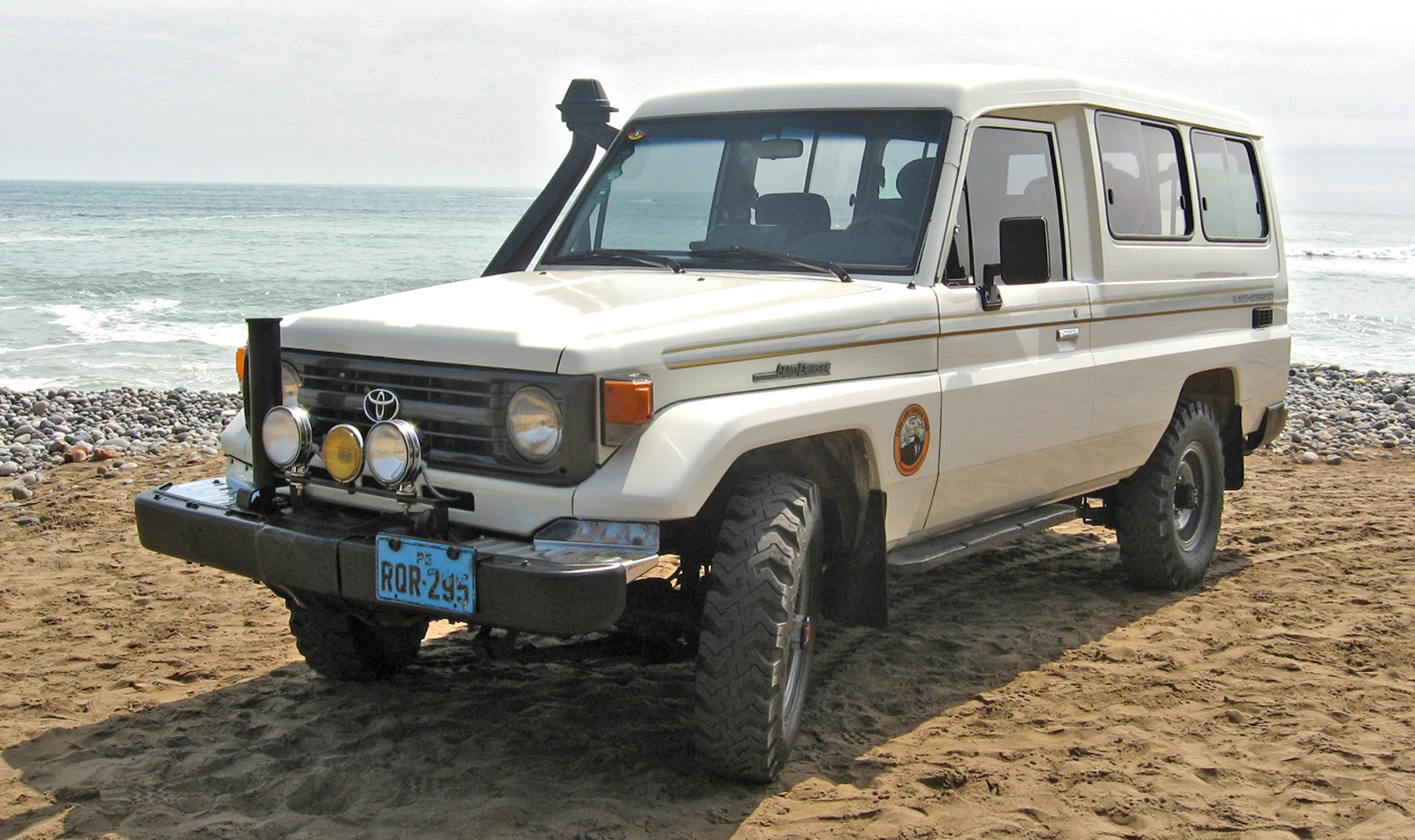
Toyota Land Cruiser 70 seit 1991
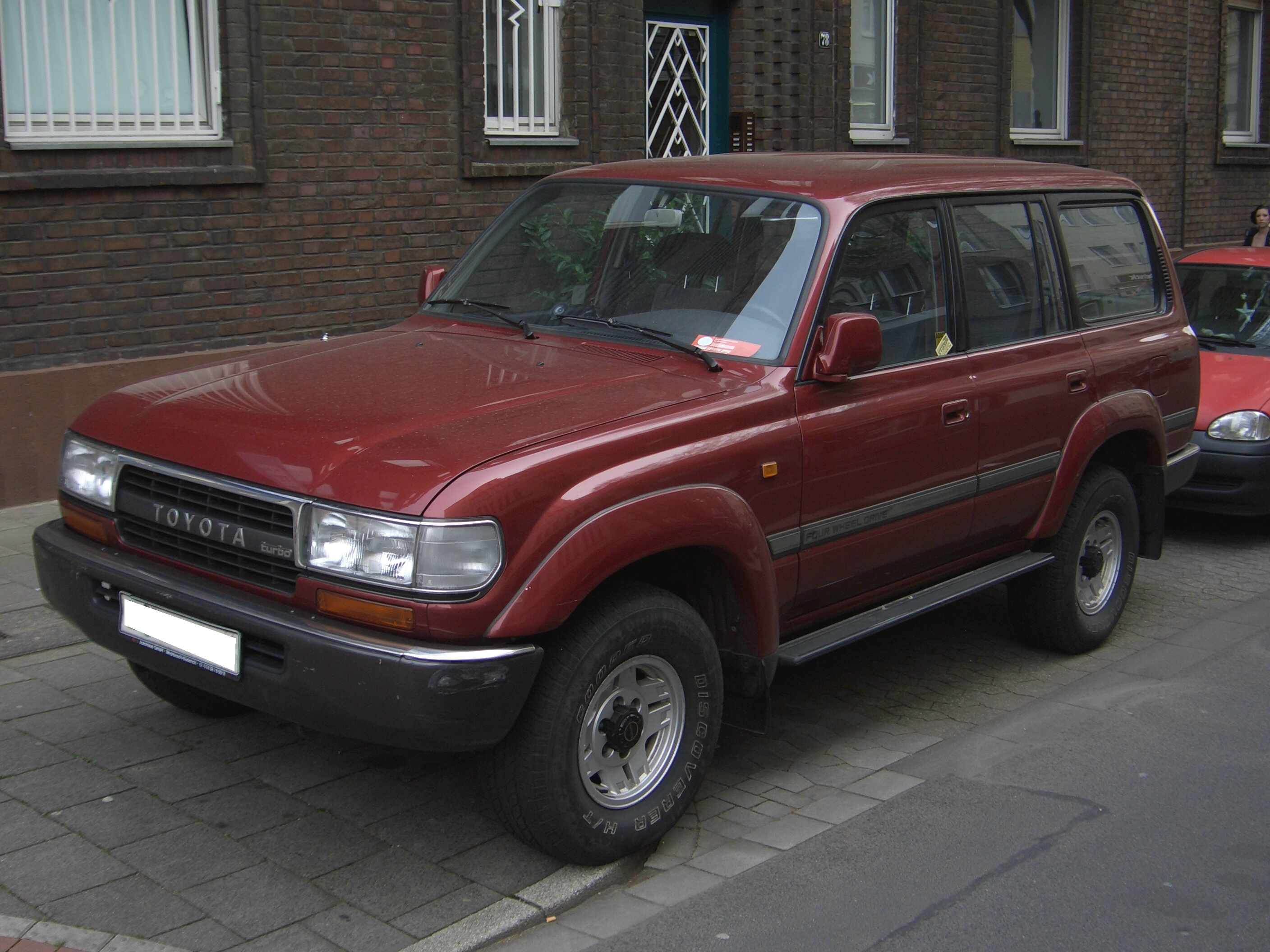
Toyota Land Cruiser Autana 1991 bis 1998
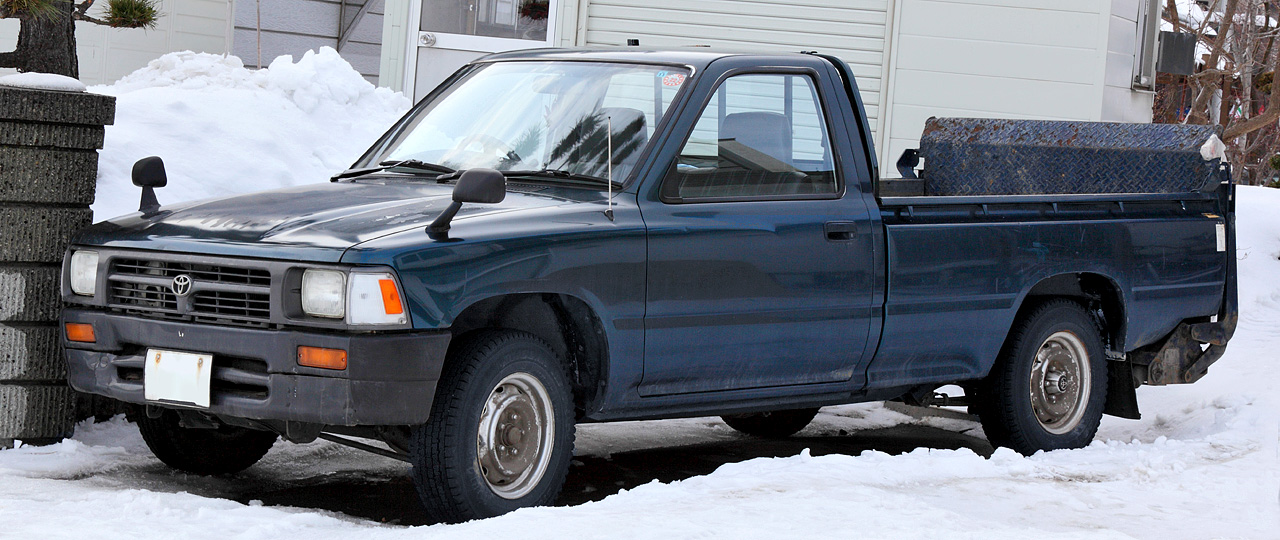
Toyota Hilux 1992 bis 1998
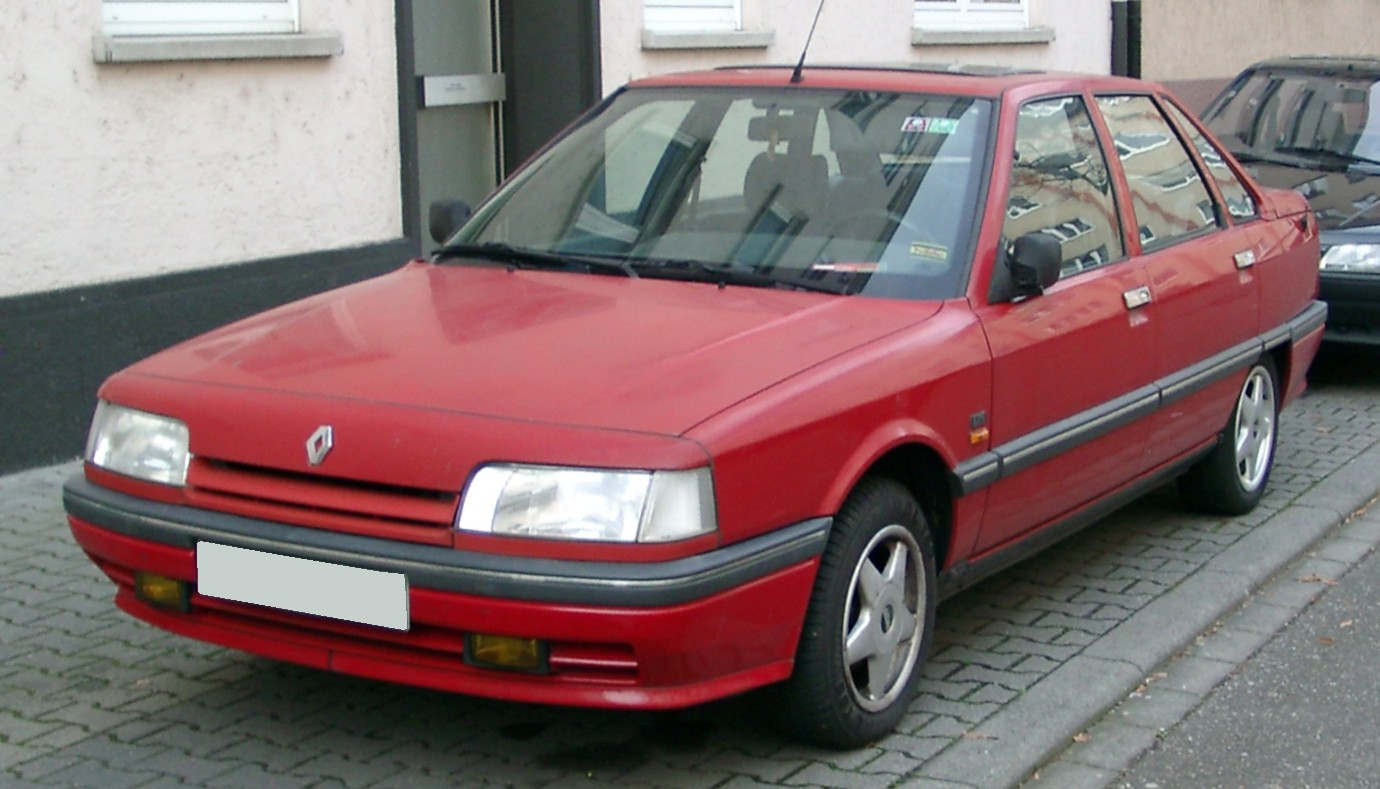
Renault Etoile 1993 bis 2001
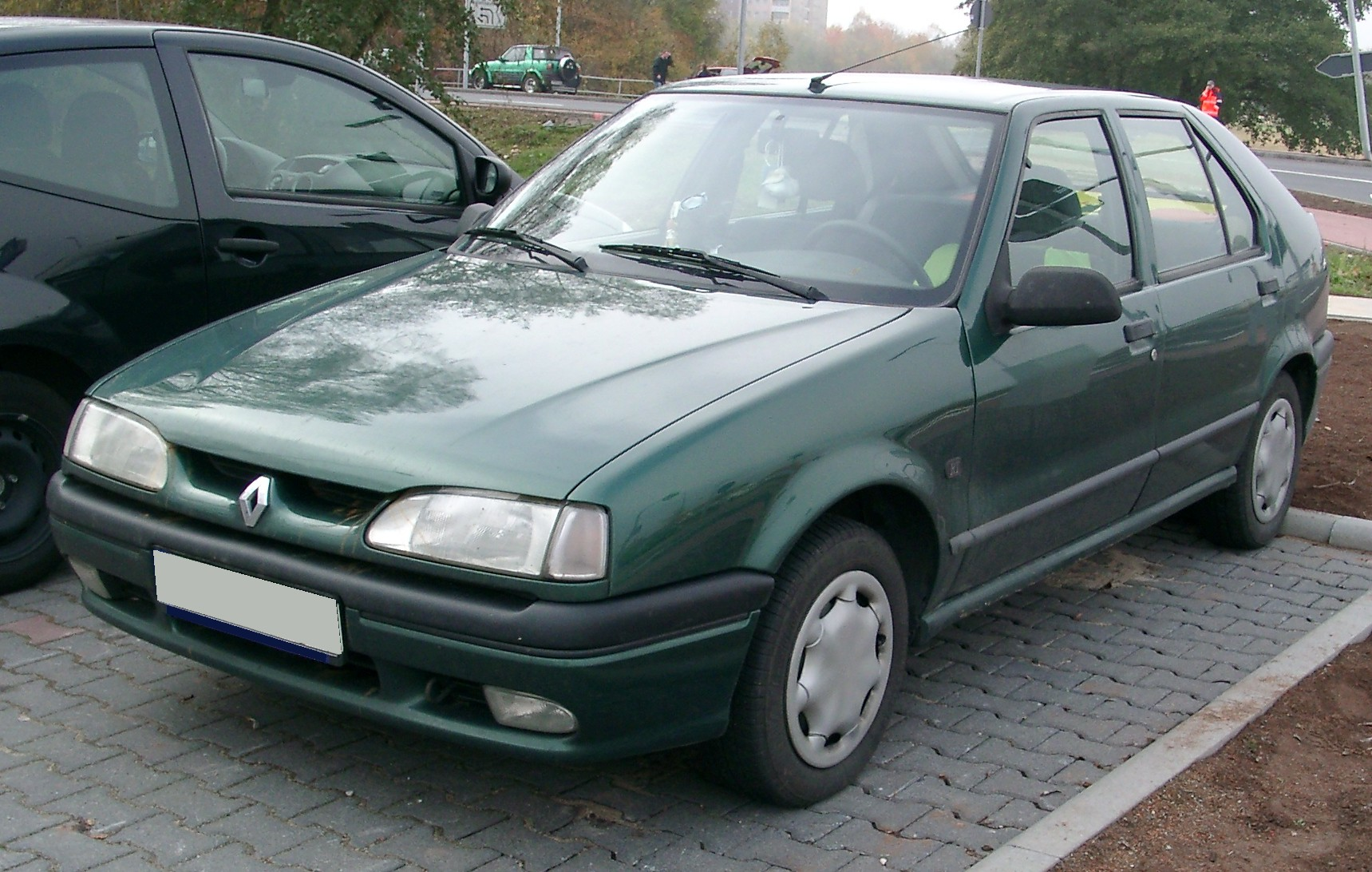
Renault 19 1994 bis 1997 Renault Energy 1997 bis 2001
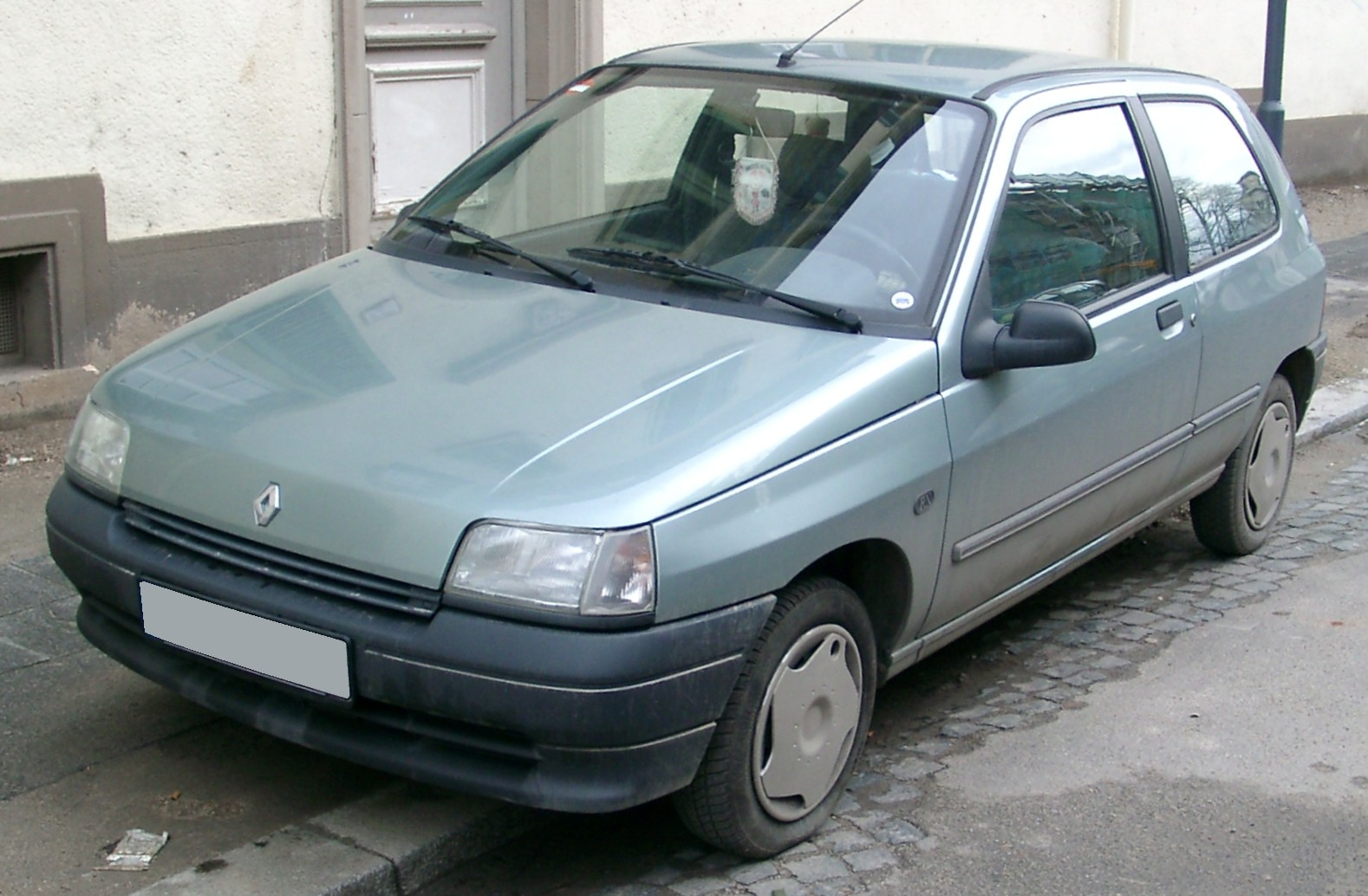
Renault Clio 1996 bis 2000
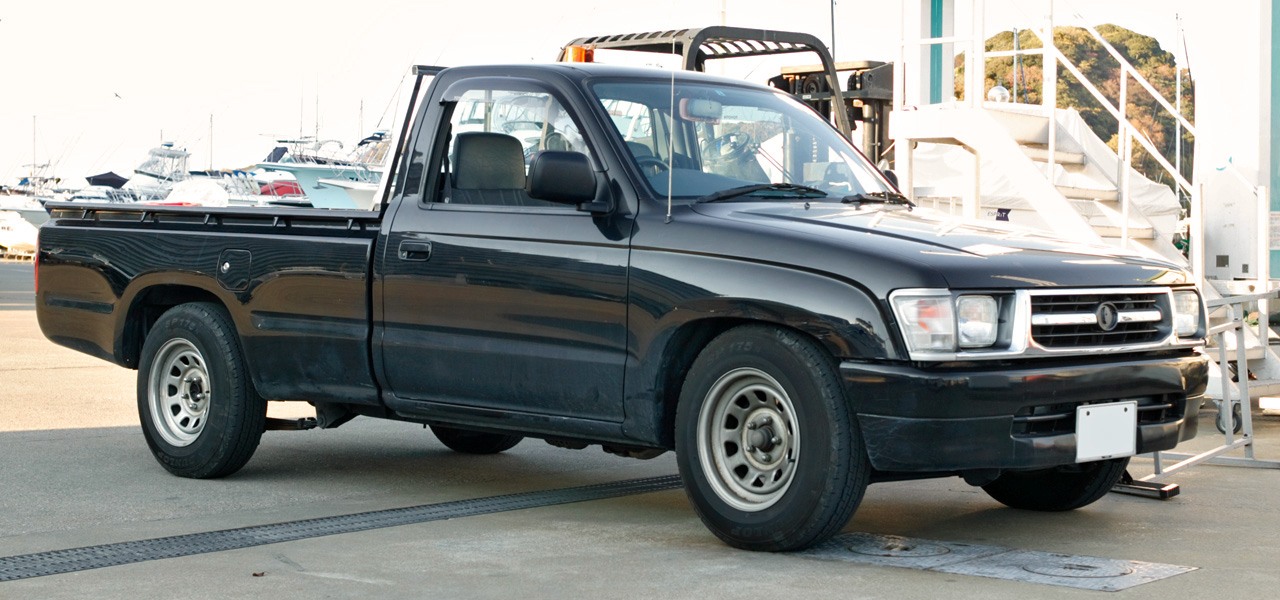
Toyota Hilux 1998 bis 2005
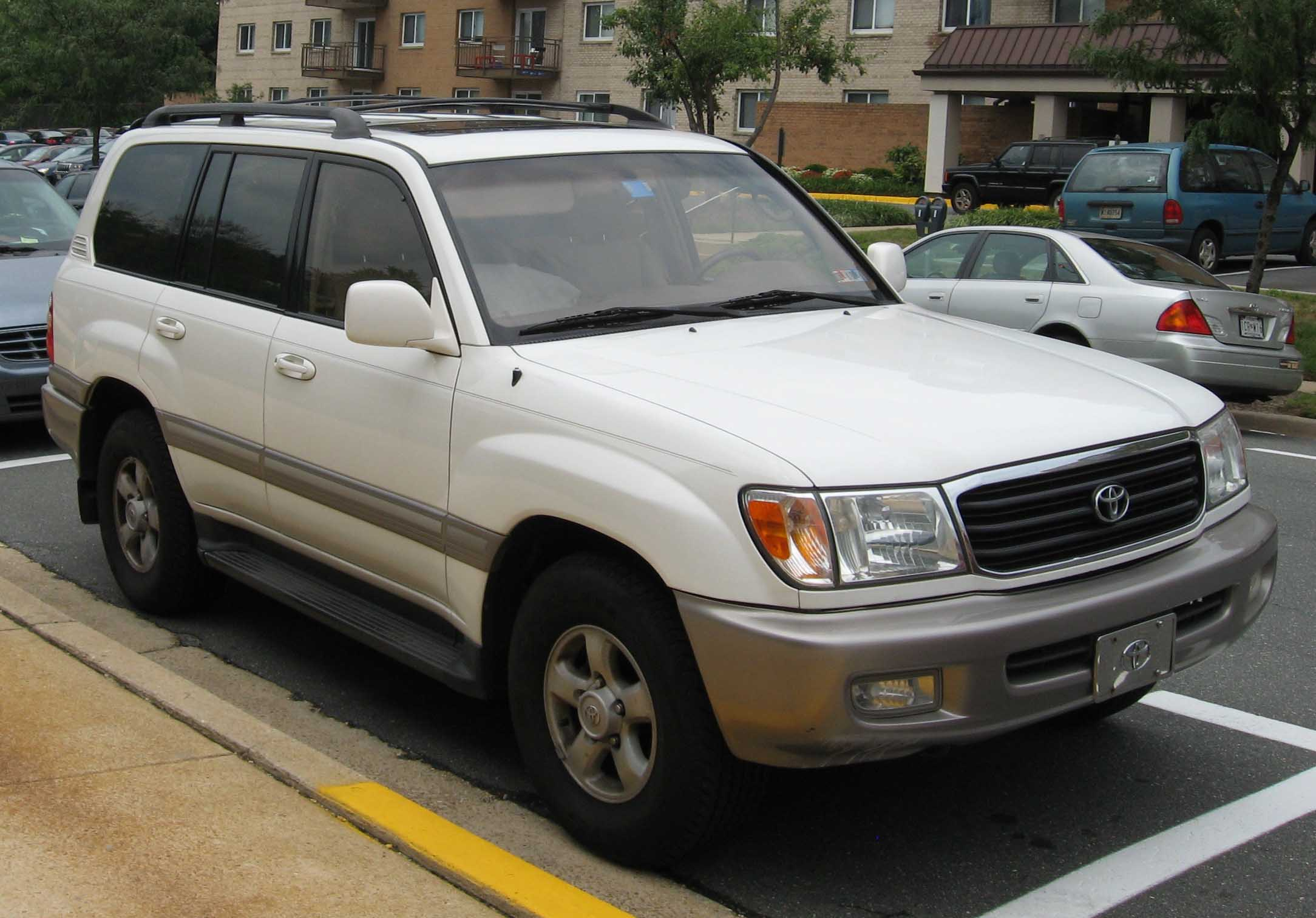
Toyota Land Cruiser 100 1998 bis 2008
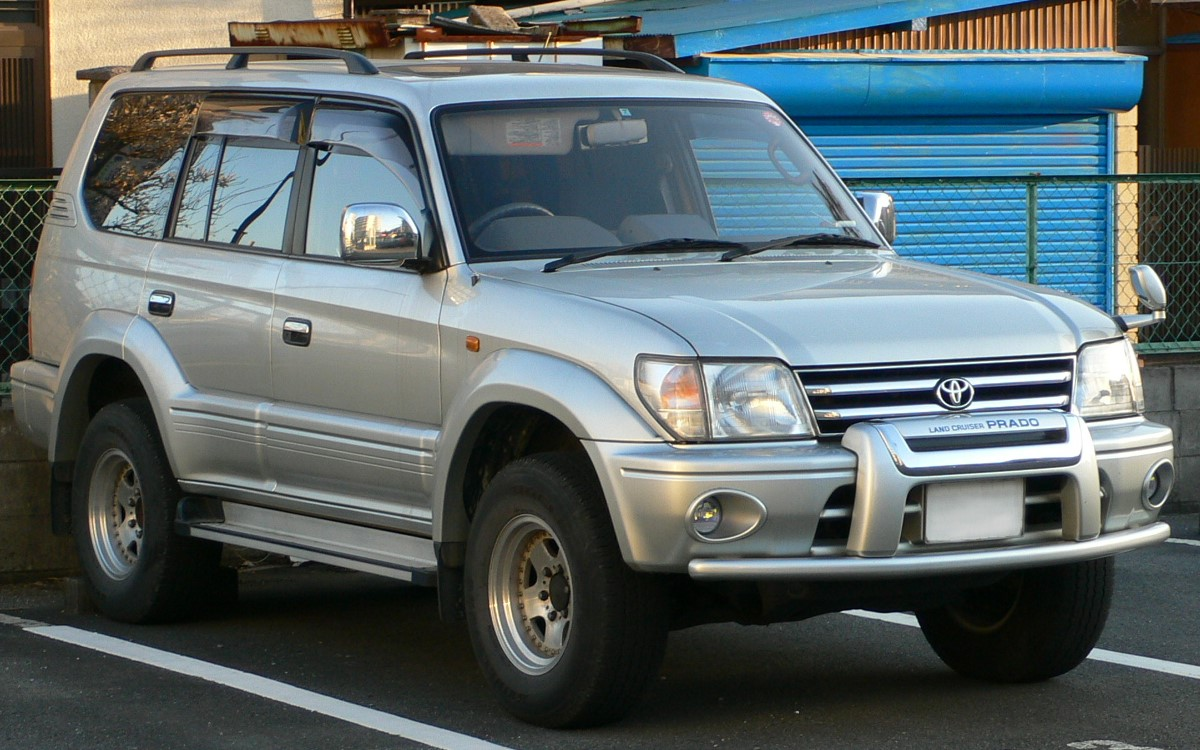
Toyota Land Cruiser Prado 1998 bis 2002
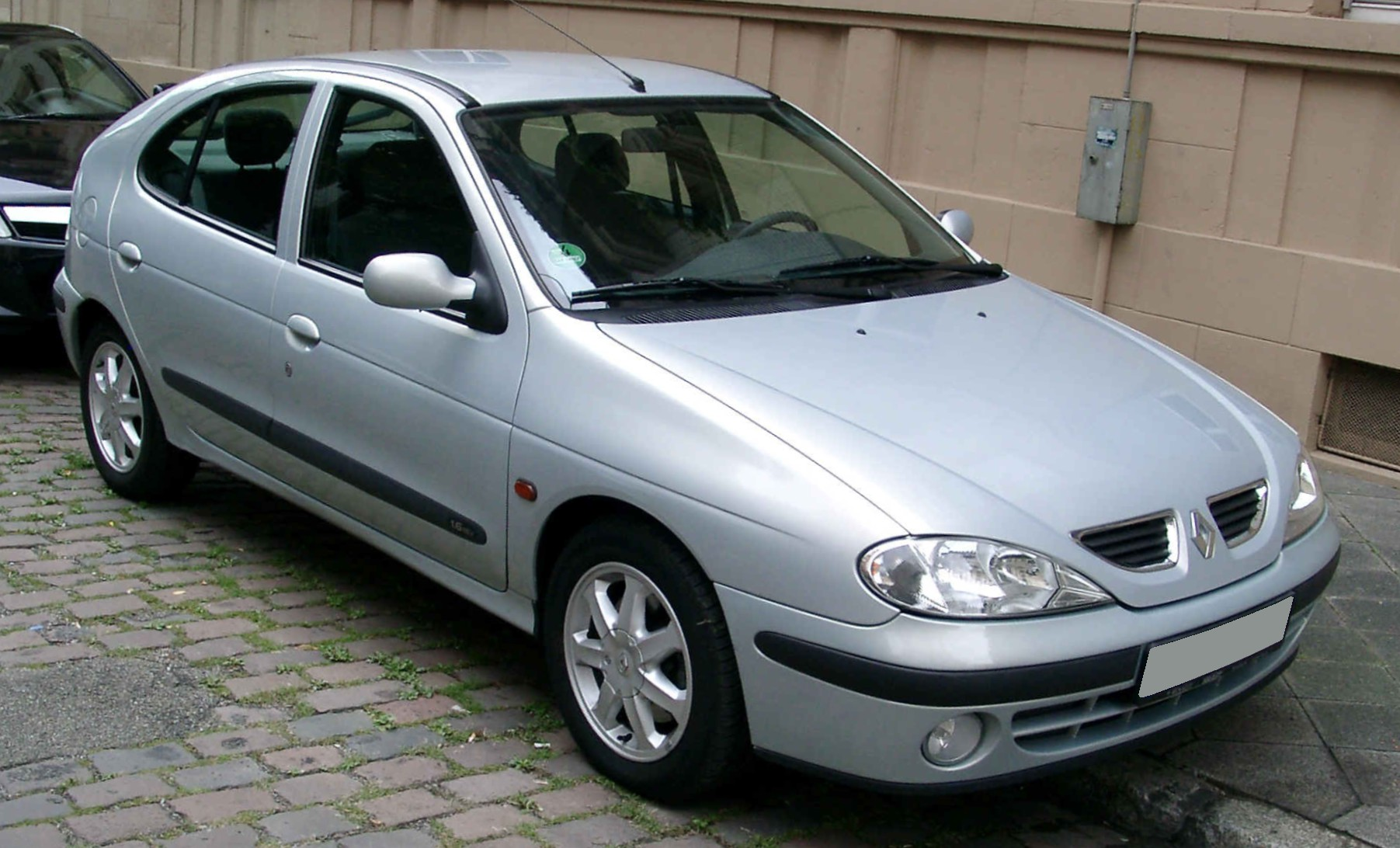
Renault Mégane Unique 1999 bis 2010
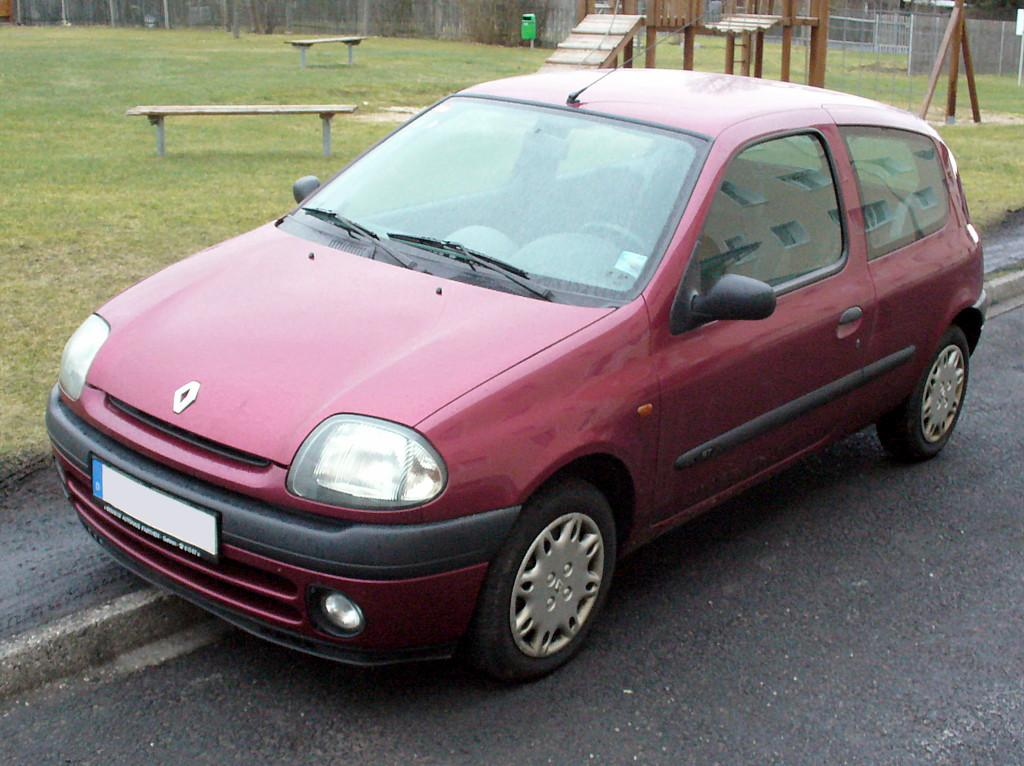
Renault Clio seit 2000
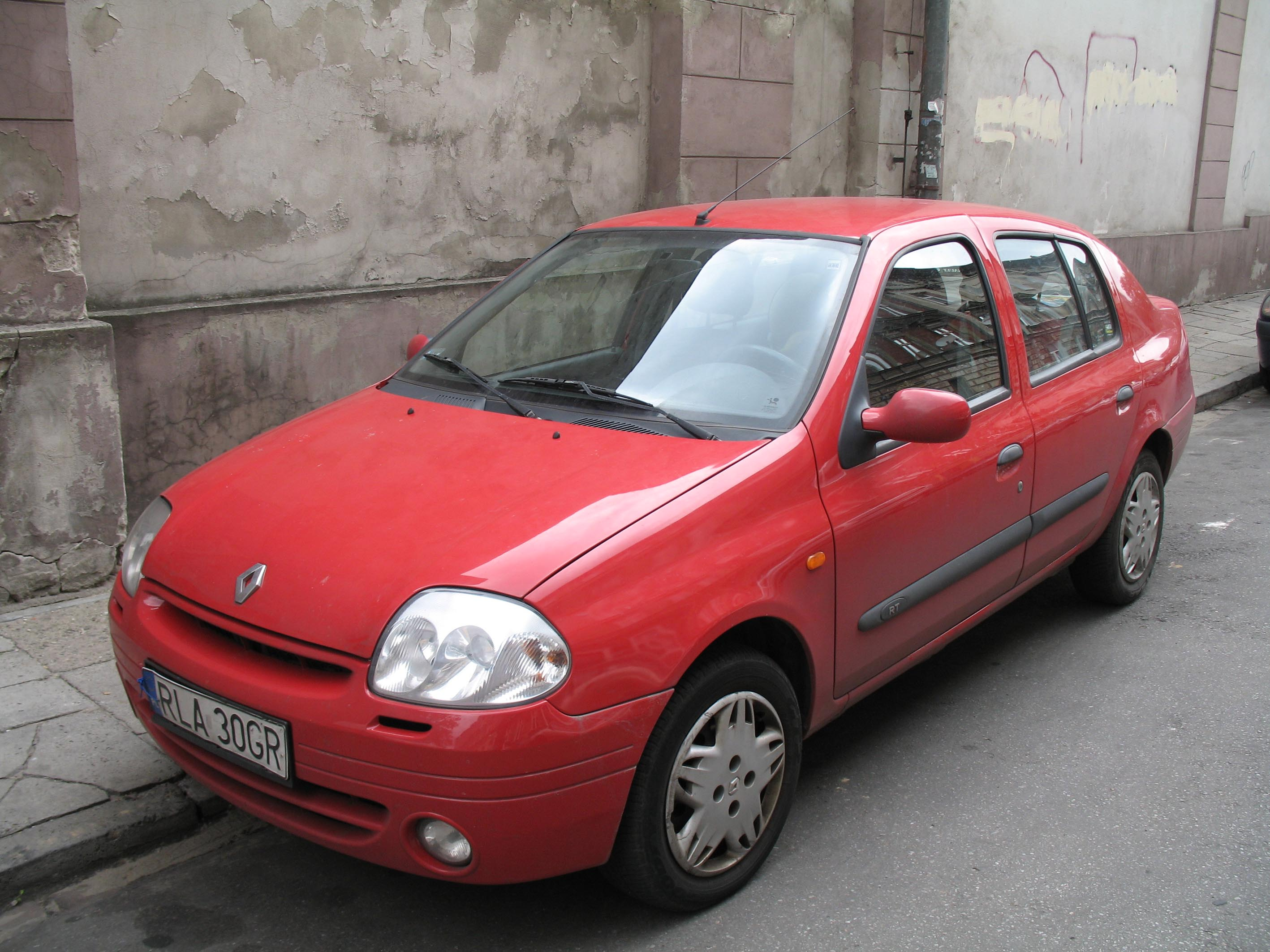
Renault Symbol 2001 bis 2009
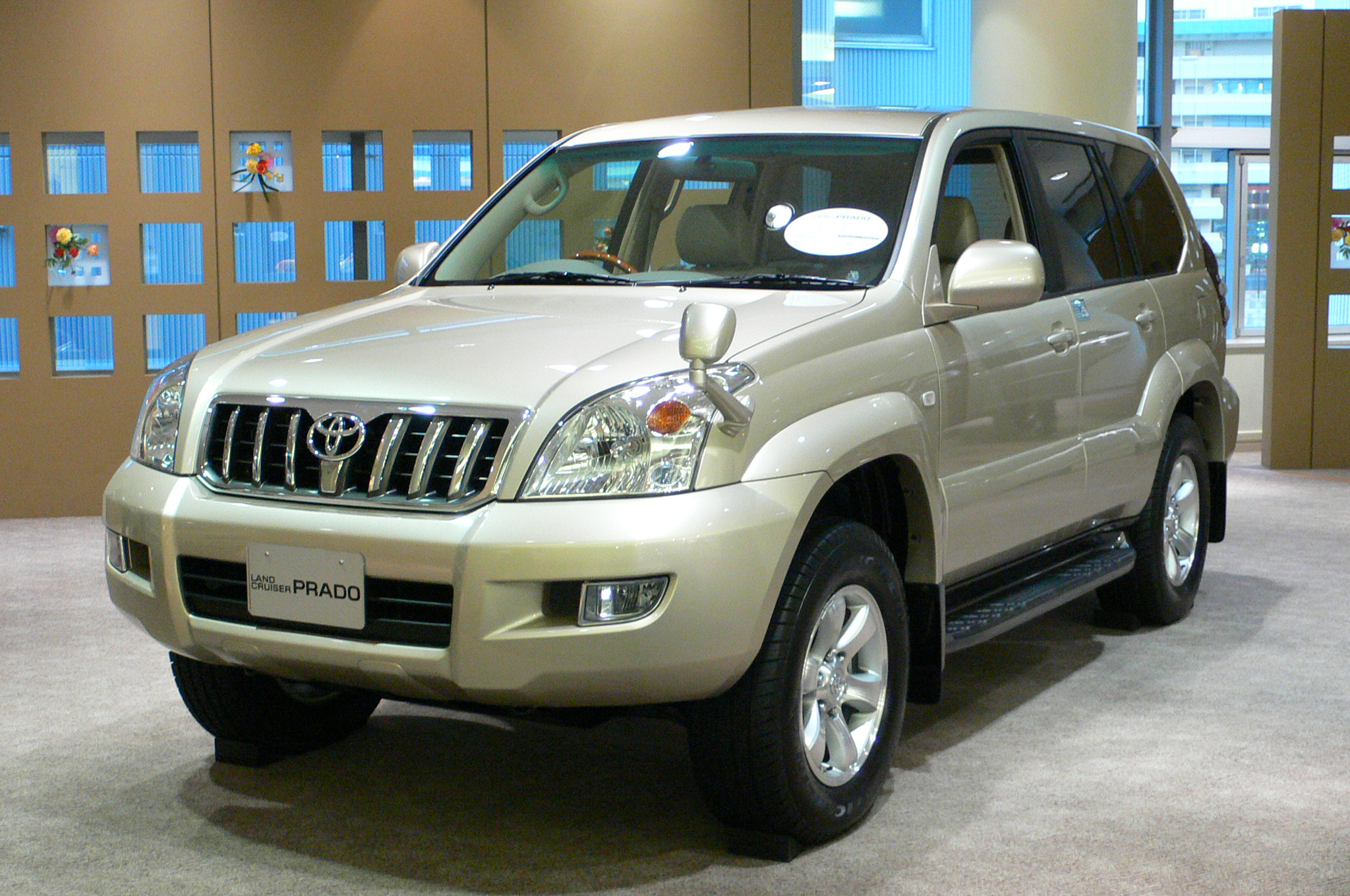
Toyota Land Cruiser Prado 2002 bis 2009
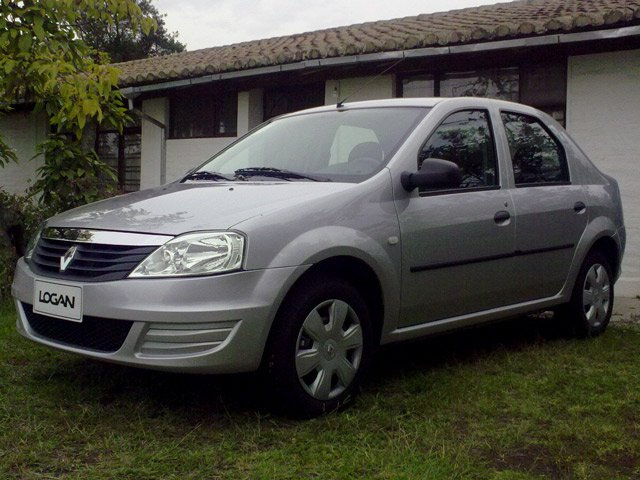
Renault Logan seit 2005
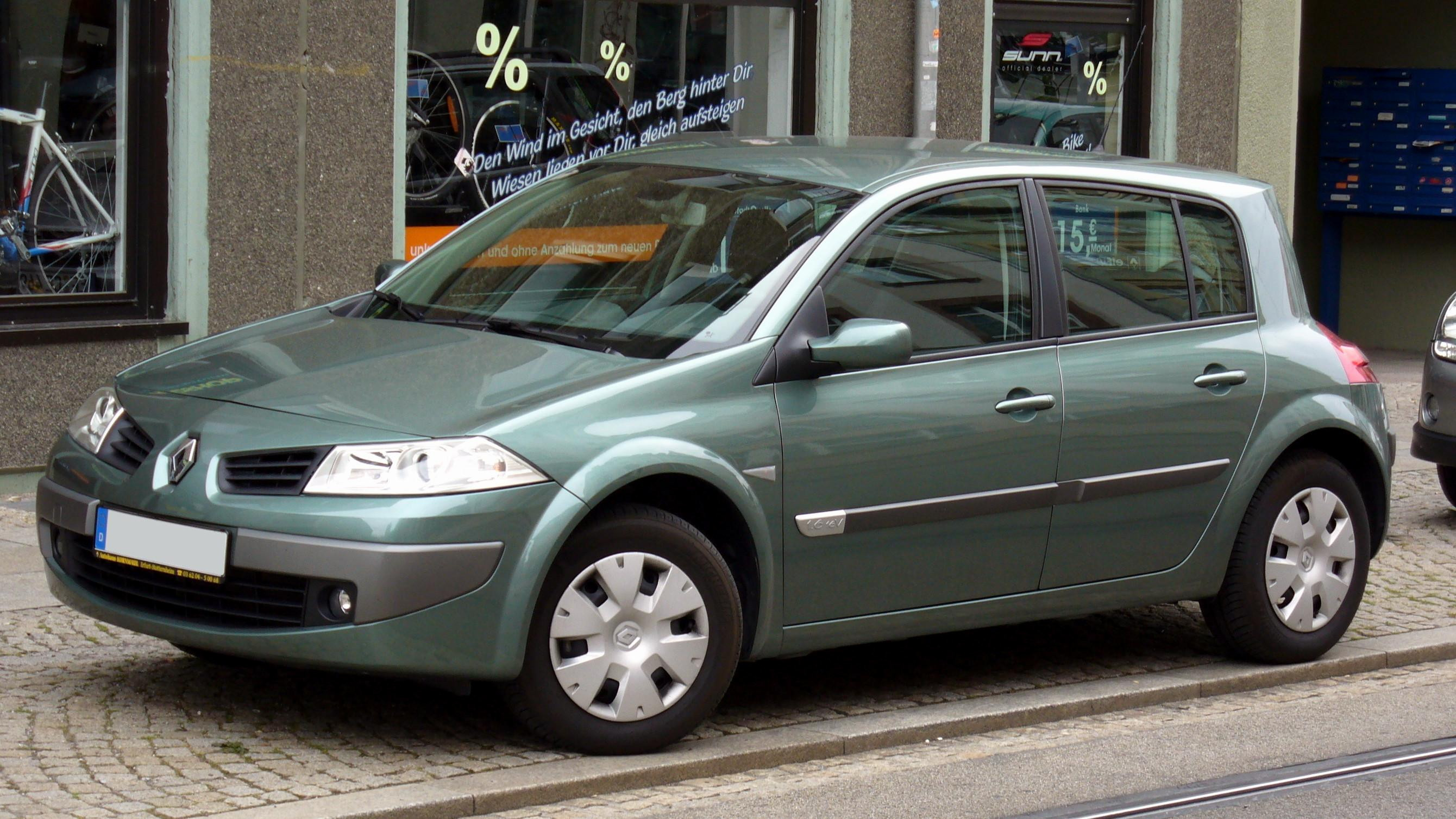
Renault Mégane Odeon seit 2005
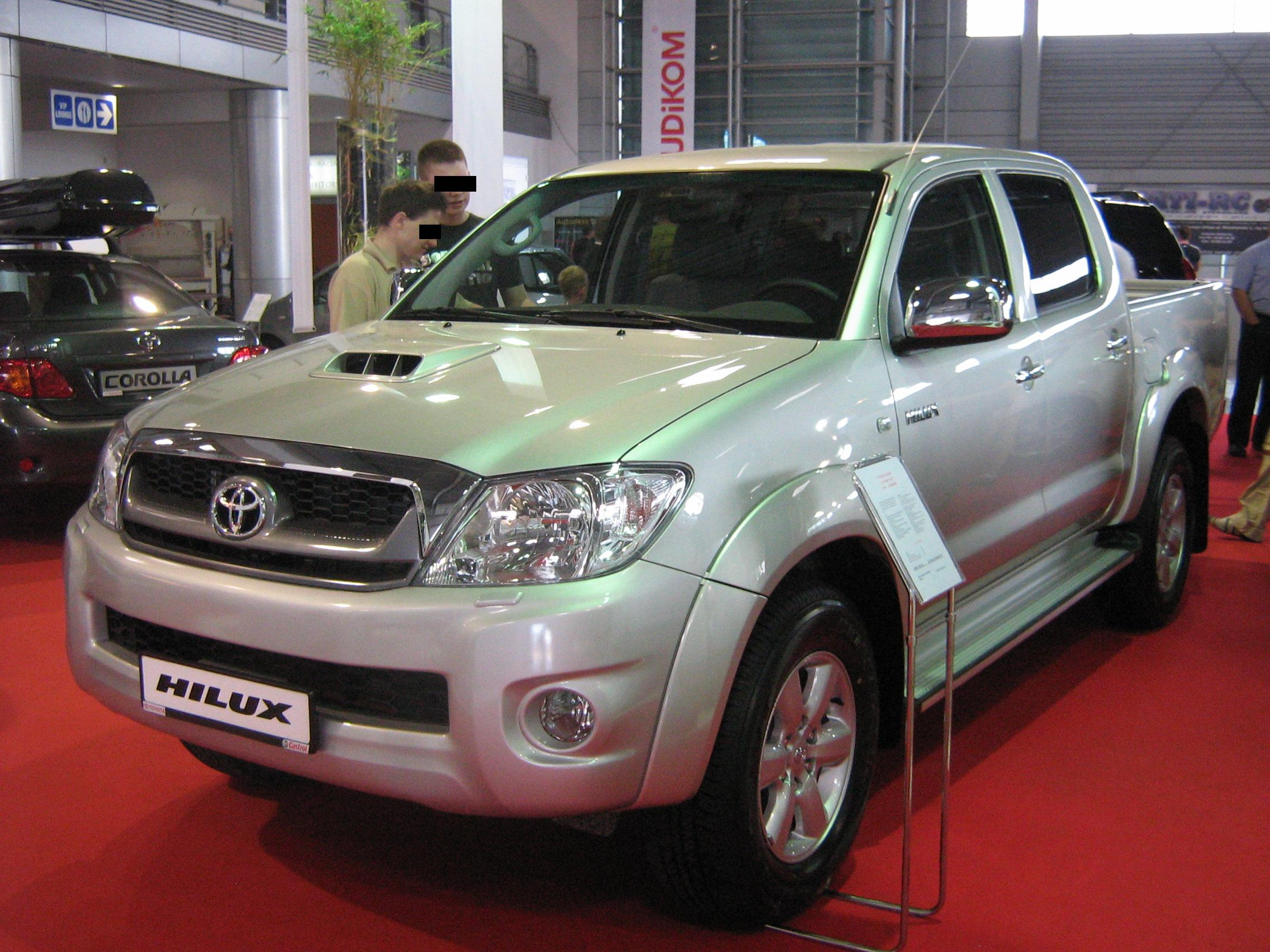
Toyota Hilux seit 2005
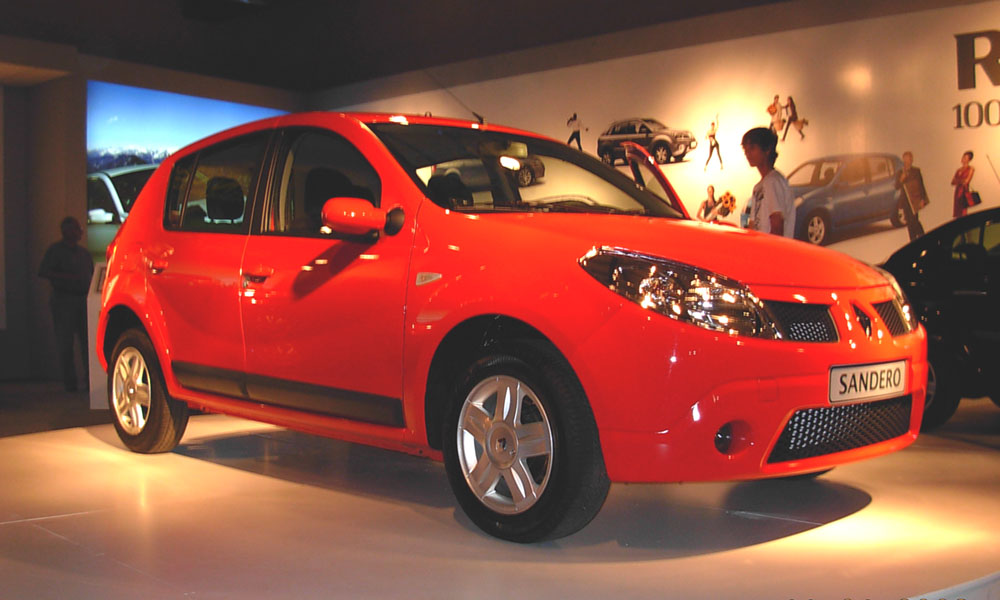
Renault Sandero seit 2008
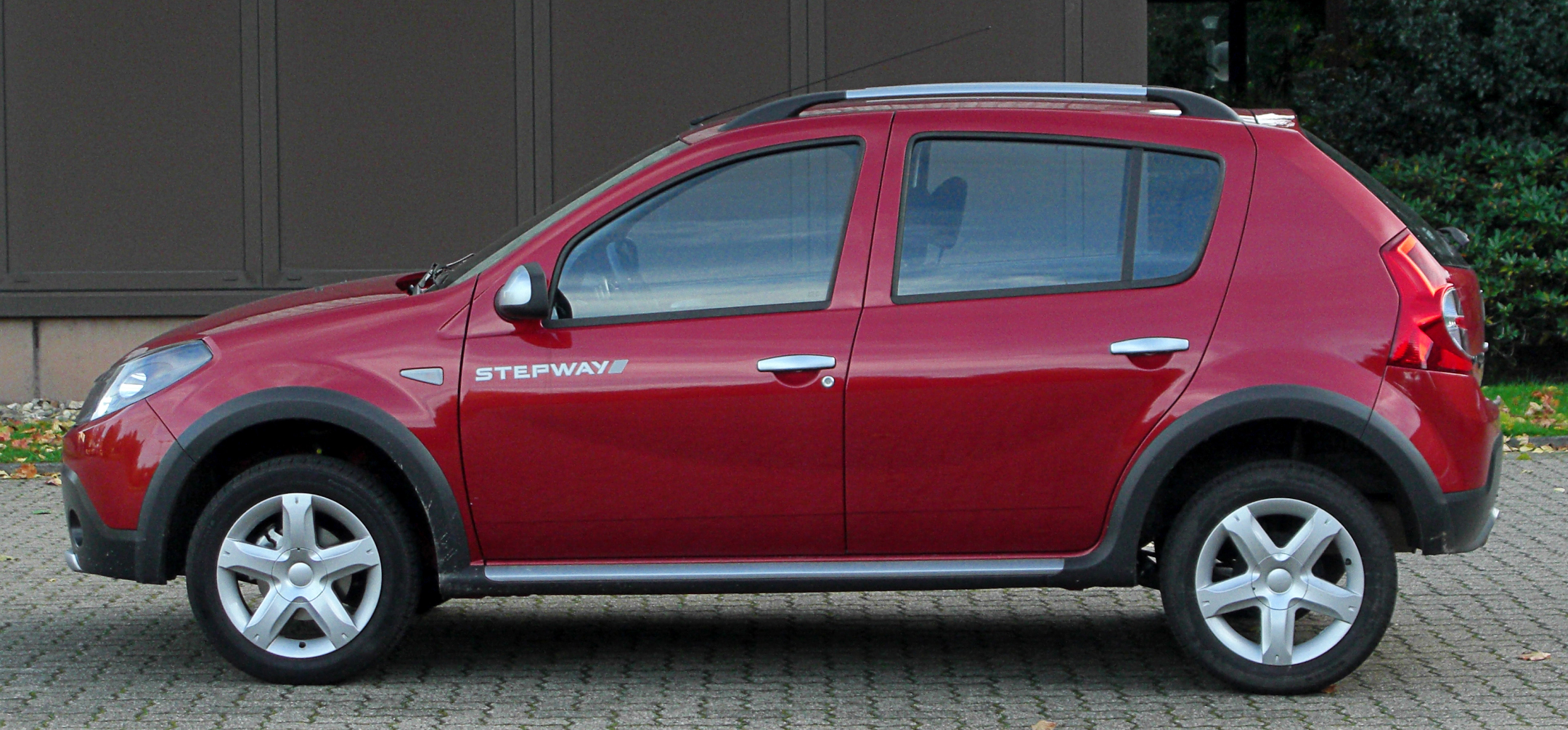
Renault Stepway seit 2008
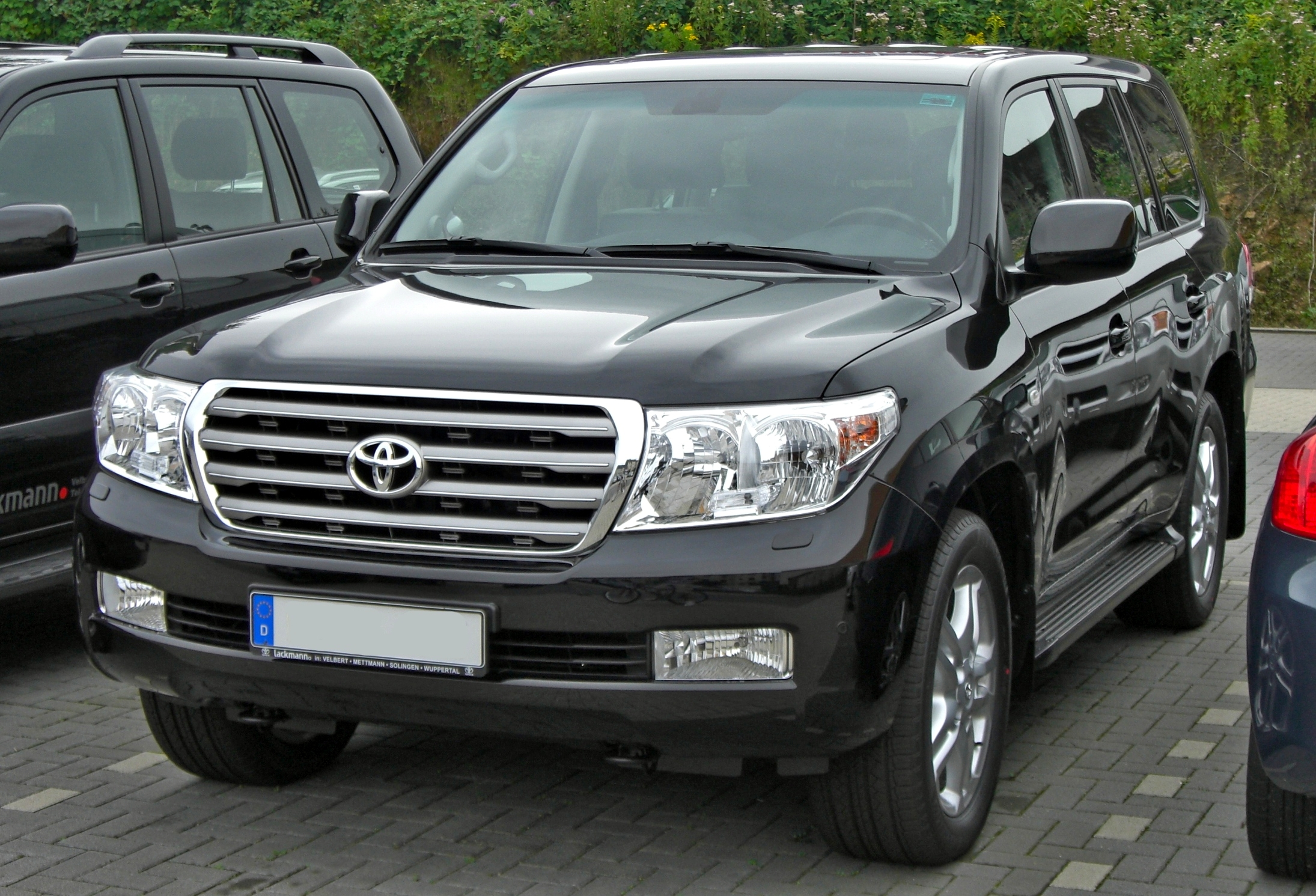
Toyota Land Cruiser 20 seit 2008
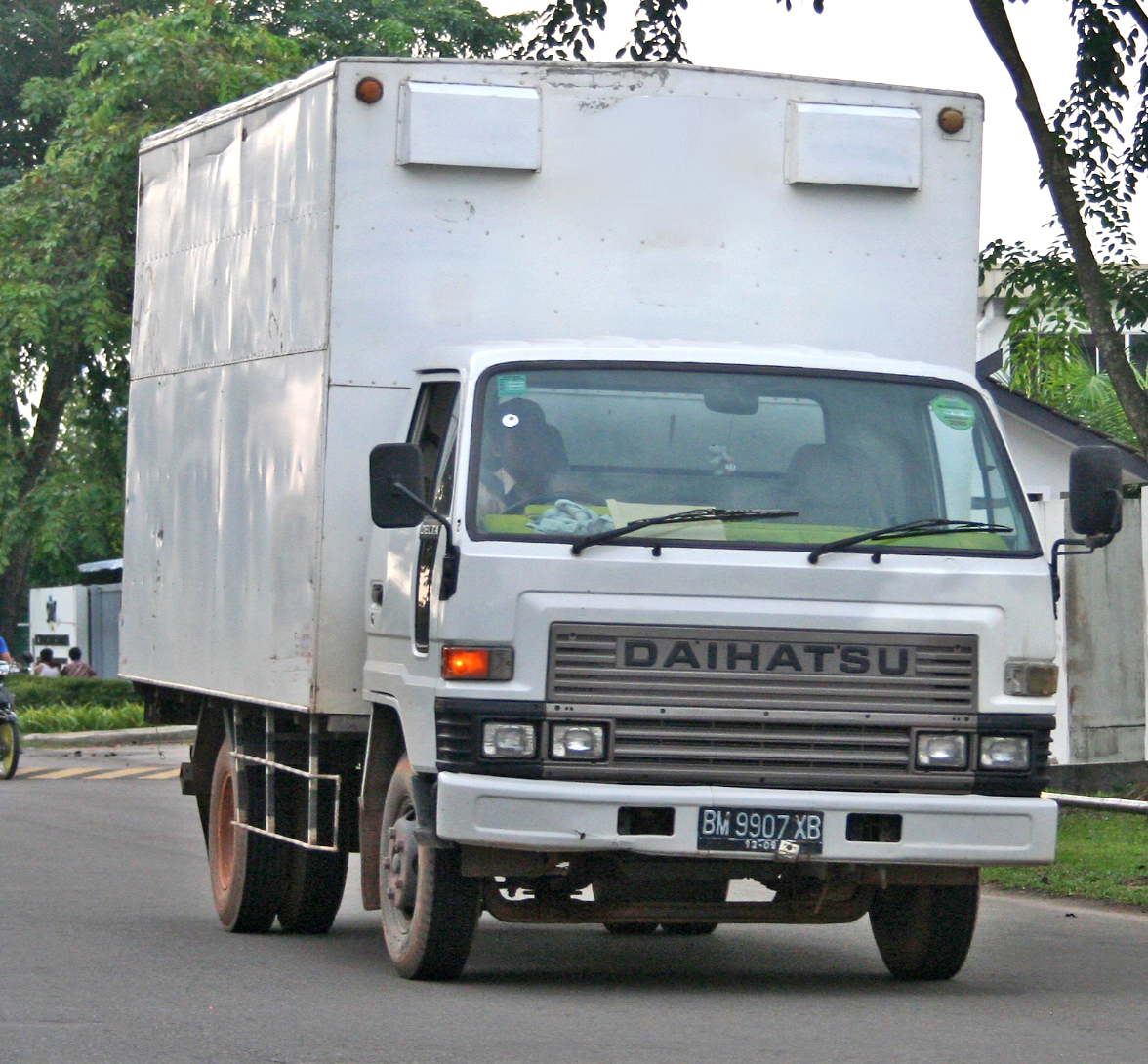
Daihatsu Delta seit 2009
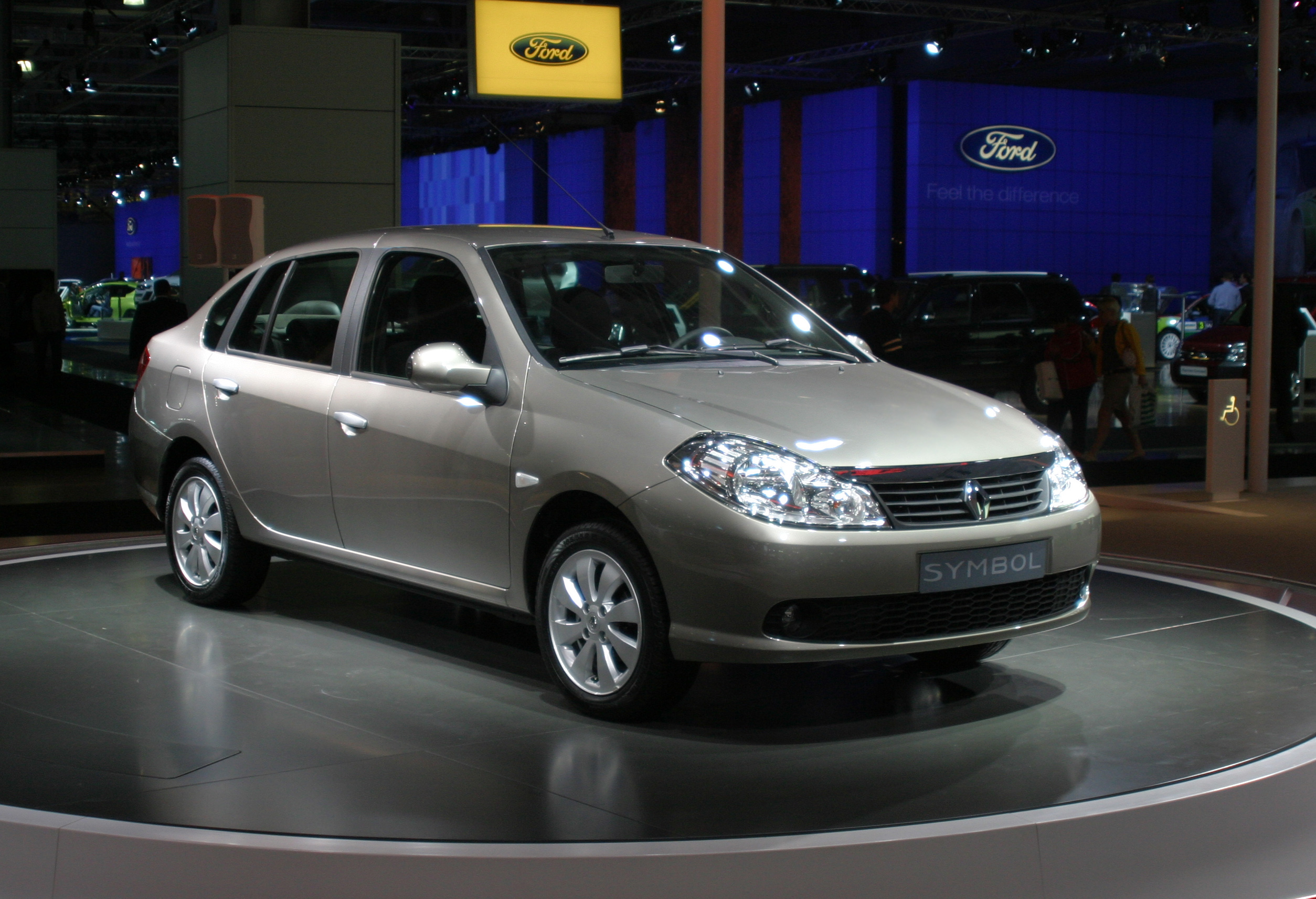
Renault Symbol Avancée seit 2009
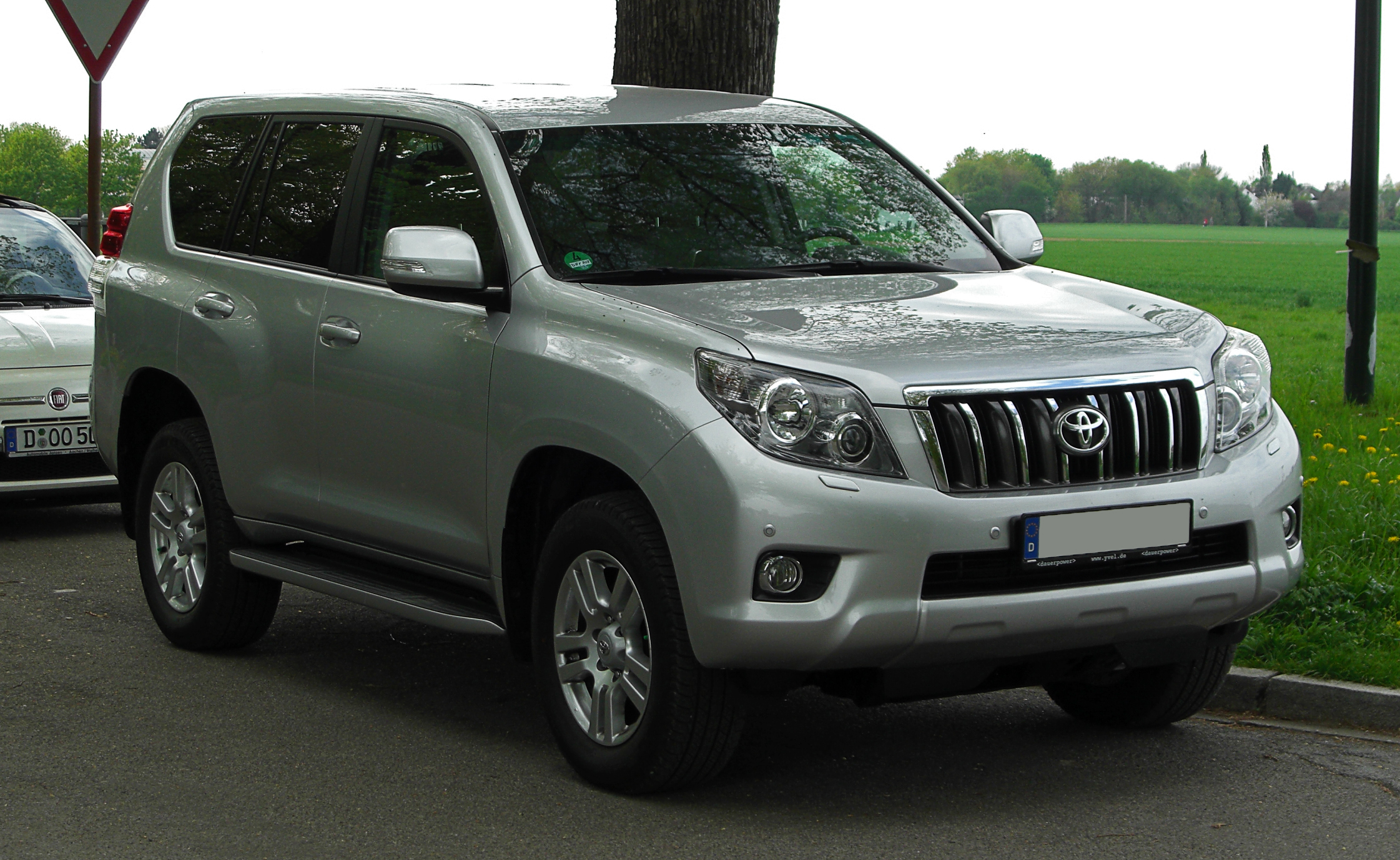
Toyota Land Cruiser Prado seit 2009